# Gerhart Marckhgott
Gerhart Marckhgott (* 28. Jänner 1953 in Linz) ist ein österreichischer Archivar und Historiker.

## Leben
Gerhart Marckhgott studierte an der Universität Linz und in Wien Jus, klassische Philologie und Geschichte. Er dissertierte an der Universität Wien im Fach Geschichte und wurde 1979 promoviert. Ab 1978 arbeitete er am Projekt „Acta Pataviensia Austriaca“ in Wien mit. 1980 beendete er die Ausbildung am Institut für Österreichische Geschichtsforschung. 1981 erhielt Marckhgott eine Anstellung am Ludwig-Boltzmann-Institut für Stadtgeschichtsforschung in Linz, 1984 in der Abteilung Zeitgeschichte im Oberösterreichischen Landesarchiv. Von 2003 bis zu seiner Pensionierung im Jahr 2015 war er Direktor des Oberösterreichischen Landesarchivs.
Marckhgott verfasste wissenschaftliche Publikationen zur oberösterreichischen Geschichte und zu archivwissenschaftlichen Themen.

## Publikationen (Auswahl)

### Als Autor
- Der niedere Adel des Machlandes im Spätmittelalter. Dissertation. Wien 1978.
- „Hochfreie“ in Oberösterreich. Genealogisch-topographische Studie zur politischen Situation des oberösterreichischen Zentralraumes in der ersten Hälfte des 12. Jahrhunderts. In: Historisches Jahrbuch der Stadt Linz 1981. Linz 1982, S. 11–38 (ooegeschichte.at [PDF]).
- Die frühen Polheimer. In: Jahrbuch des Musealvereins Wels 1982/83. Band 24, Wels 1984, S. 27–37 (ooegeschichte.at [PDF]).
- Fremde Mitbürger. Die Anfänge der israelitischen Kultusgemeinde Linz-Urfahr 1849–1877. In: Historisches Jahrbuch der Stadt Linz 1984. Linz 1985, S. 285–309 (ooegeschichte.at [PDF]).
- Bischof Pilgrim (971–991): Realpolitik und Lorcher Legende. In: Kirche in Oberösterreich. Katalog. 1985.
- Quellen zur Frühzeit der Textilindustrie in Oberösterreich. In: Mitteilungen des Oberösterreichischen Landesarchivs. Linz 1986.
- Kinderarbeit am Beispiel Oberösterreich. In: Arbeit / Mensch / Maschine. Oberösterreichische Landesausstellung Steyr. 1987.
- Von der Grundherrschaft zur Bezirkshauptmannschaft. In: Das Mühlviertel. Oberösterreichische Landesausstellung. Linz 1988, S. 297–302 (zobodat.at [PDF]).
- Die Anfänge moderner Registraturs- und Archivbildung im Lande ob der Enns. In: Mitteilungen des Oberösterreichischen Landesarchivs. Band 17, Linz 1993 (ooegeschichte.at [PDF]).
- ... von der Hohlheit des gemächlichen Lebens. Neues Material über die Familie Hitler in Linz. In: Jahrbuch des Oberösterreichischen Musealvereines. Band 138, Linz 1993, S. 267–277 (zobodat.at [PDF]).
- Euthanasie in Oberdonau. In: Zeitgeschichte. 1994.
- Das „Gauarchiv Oberdonau“. Aufbau und Zerstörung des Parteiarchives der NSDAP Oberdonau. In: Mitteilungen des Oberösterreichischen Landesarchivs. Band 19, Linz 2000, S. 297–358 (ooegeschichte.at [PDF]).
- Das oberösterreichische Archivgesetz. In: Scrinium. Zeitschrift des Verbandes Österreichischer Archivarinnen und Archivare (VÖA). 2004.
- Wissensräume im Archiv. Überlegungen zur Zukunft archivischer Erschließung. In: Archivalische Zeitschrift. 2006.
- Vom Diener zum Dienstleister. Gedanken zu einem neuen Selbstbewusstsein der Archive. In: Archive im Web - Erfahrungen, Herausforderungen, Visionen. Hrsg.: Thomas Aigner, Stefanie Hohenbruck, Thomas Just und Joachim Kemper. 2011.
- Von der Zentralregistratur zum Verwaltungsarchiv. In: Jahresbericht des Oberösterreichischen Landesarchivs 2011. Linz 2012.
- Digitalisierung im Archiv - Versuch einer Versachlichung. In: Scrinium. Zeitschrift des Verbandes Österreichischer Archivarinnen und Archivare. 2013.
- Regesten des Landes ob der Enns aus dem 15. Jahrhundert. Oberösterreichisches Landesarchiv. Linz 2021.
- Regesten zum Urkundenbuch des Landes ob der Enns. Oberösterreichisches Landesarchiv. Linz 2022.
- Das verlorene Archiv des Klosters Baumgartenberg. Oberösterreichisches Landesarchiv. Linz 2024.

### Mitarbeit bzw. Mitautor
- Josef Lenzenweger, Martin C. Mandlmayr, Gerhart Marckhgott: Acta Pataviensia Austriaca. Vatikanische Akten zur Geschichte des Bistums Passau und der Herzöge von Österreich (1342–1378). Band III Urban V. (1362–1370), Wien 1996.
- Willibald Katzinger, Monika Klepp, Gerhart Marckhgott, Erika Sokolicek: Die Geschichte des Akademischen Gymnasiums Linz. Trauner Verlag, Linz 1998.
- Brigitte Kepplinger, Gerhart Marckhgott, Hartmut Reese: Tötungsanstalt Hartheim. 2., erweiterte Auflage, 2008 (Schloss Hartheim).
- Hermann Hold, Gerhart Marckhgott: Acta Pataviensia Austriaca. Vatikanische Akten zur Geschichte des Bistums Passau und der Herzöge von Österreich (1342–1378). Band IV Gregor XI. (1370–1378), Wien 2014.